# ТЕС Таунсвіль
ТЕС Таунсвіль — теплова електростанція у австралійському штаті Квінсленд.
У 1999-му на майданчику станції ввели в дію встановлену на роботу у відкритому циклі газову турбіну потужністю 160 МВт.
У 2005-му додали котел-утилізатор та парову турбіну з показником 82 МВт, що створило парогазовий блок комбінованого циклу.
Як паливо використовує природний газ, що надходить по трубопроводу Моранба – Таунсвіль.
Вода, використана в процесі охолодження, відправлялась на розташований побіч нікелеплавильний завод (зупинений у середині 2010-х).
Видача продукції відбувається по ЛЕП, що працюють під напругою 132 кВ та 66 кВ.